# 와썹맨 민박 in 제주
와썹맨 민박 in 제주는 JTBC의 예능프로그램으로, 박준형을 중심으로 한 프로그램이다. 촬영 장소는 효리네 민박의 촬영장소로 사용된 집으로 JTBC에서 매입 후 이 프로그램 촬영지가 된다.